# Rimogne
Rimogne település Franciaországban, Ardennes megyében. Lakosainak száma 1328 fő (2022. január 1.). Rimogne Le Châtelet-sur-Sormonne, Harcy és Murtin-et-Bogny községekkel határos.

## Népesség
A település népessége az elmúlt években az alábbi módon változott:
| Lakosok száma | 1477 | 1388 | 1323 | 1420 | 1431 | 1410 | 1383 | 1342 | 1330 | 1328 |
|               | 1968 | 1982 | 1990 | 2006 | 2013 | 2015 | 2017 | 2019 | 2020 | 2022 |